# Schneeberggebiet und Goldkronacher / Sophientaler Forst
Schneeberggebiet und Goldkronacher / Sophientaler Forst este o arie protejată (arie de protecție specială avifaunistică — SPA) din Germania întinsă pe o suprafață de 3.408,02 ha, integral pe uscat.

## Localizare
Centrul sitului Schneeberggebiet und Goldkronacher / Sophientaler Forst este situat la coordonatele 50°02′37″N 11°52′12″E / 50.0436°N 11.87°E.

## Înființare
Situl Schneeberggebiet und Goldkronacher / Sophientaler Forst a fost declarat arie de protecție specială avifaunistică în septembrie 2006 pentru a proteja 11 specii de animale.

## Biodiversitate
Situată în ecoregiunea continentală, aria protejată nu include niciun habitat protejat.
La baza desemnării sitului se află mai multe specii protejate de  păsări (11): minunița (Aegolius funereus), buha (Bubo bubo), barză neagră (Ciconia nigra), porumbel de scorbură (Columba oenas), ciocănitoare neagră (Dryocopus martius), Falco peregrinus peregrinus, ciuvică (Glaucidium passerinum), ciocănitoare de munte (Picoides tridactylus), ciocănitoare verzuie (Picus canus),  cocoș de munte (Tetrao urogallus), mierlă gulerată (Turdus torquatus).